# Сира (биографија)
У исламу Ал-сира ал-Набавија (Пророчка биографија ), Сират Расул Алах (Живота Божјег Посланика) или само Ал-сира су традиционалне муслиманске биографије Мухамеда, из којих, су поред Курана и веродостојних Хадиса, добијени најстарији подаци о његовом животу и раном периоду ислама.

## Иторија
По први пут речи сира у смислу "живота Посланика" користи Ибн Хишам (умро 834.) у свом издању рада Ибн Исхака (704-767.) "Хаза китаб сират расул Алах". Највероватније на почетку, за опис прича о животу Посланика, коришћен је множински облик - Сирар (у комбинацији са продавницом). Стварање биографије пророка Мухамеда условљено је жељом да поправи исламске верске и правне институције (ахками) у складу са примером и упутствима самог Мухамеда, као и да глорификује војне подвиге муслимана под вођством пророка.
Сира не може увек одражавати стварно стање ствари тог времена. Прошло прошла обраду, због чега је значајно измењена. Неки историјски догађаји у којима је пророк учествовао узимао је легендарну боју, поднесени су тенденциозним путем. Неки историјски догађаји у којима је пророк учествовао предузимао имају легендарну боју, и били су поднесени тенденциозним путем. У причама о Мединском периоду Мухамедовог живота, могуће је разликовати очигледне трагове утицаја жанра предисламских војних подвига и арапских кампања (ајам ел-'араб).
Сира Мухамеда је у својим главним карактеристикама успостављена на почетку VIII века. Први радови су написани у оквиру жанра Продавнице Расулулах ("Војне кампање Посланика Алаха"), у којем је нарација ограничена на личност пророка Мухамеда. Радови са овим именом створили су хадиси-ученици Аш-Шаби (умро 721.), Вахб ибн Мунабих (умро 728.), ел-Зухри (умро 742.), Муса ибн Укбол (умро 758.). У поређењу са продавницом, Сира је представљала корак напред у развоју жанра у коме су живот и активности пророка Мухамеда укључени у контекст тзв. "Универзалне историје" Арапа.
Према концепту Ибн Исхака, ислам наставља и завршава јеврејску и хришћанску светску историју. "Сира" коју је створио Ибн Исхак представља историју свих пророка, од којих је последњи био Мухамед. Рад Ибн Исаха састоји се од три дела:
- ел-Мубтада - историја древних пророка из стварања света;
- ел-Мабас - биографија Посланика до прве године Хиџре (периода Мека);
- ел-Продавница - агресивне кампање Мухамеда (средњи период).

Сирах Ибн Исхак, заједно са Сирах ел-Вакидиом (747–823), постао је главни извор свих наредних радова овог жанра, који је имао велики утицај на његов развој.

## Врсте
Под именом Сира у арапској књижевности познате су и биографије других људи (владари, научници), на пример Сират Ахмад ибн Тулун ел-Балави (X век) и Сират Ахмад ибн Ханбал, написао Салих ибн Ахмад ибн Ханбал (818–878). Понекад је реч сира коришћена у множини, на пример, Сијар ел-Авза'и ел-Сафи'и (умрла је 820). Име Сира припада и популарним арапским романима о легендарним и историјским особама (Сират Антар, Сират Бајбарс).

## Референца
1. ↑  арап.
2. ↑  арап.
3. 1 2 3 4 5 6  Ислам: ЭС, 1991.
4. ↑  Ньюби 2007.
5. ↑  Ньюби, 2007, с. 243.

## Слике
- Густерин П. В. Хронология жизни пророка Мухаммада Архивирано на веб-сајту  (9. јануар 2018)